# Medusenhaupt-Winde
Die Medusenhaupt-Winde (Convolvulus caput-medusae) ist eine Pflanzenart aus der Familie der Windengewächse (Convolvulaceae).

## Beschreibung
Die Medusenhaupt-Winde ist ein niedriger, sparriger Strauch, der Wuchshöhen von 10 bis 30 Zentimeter erreicht. Die Äste sind stechend. Die Blätter sind klein, graugrün, spatelförmig sowie dicht und weich behaart. Die fast sitzenden Blüten sind weiß, außen rosa, 18 Millimeter lang und einzeln in den Blattachseln angeordnet.
Die Blütezeit reicht von Januar bis Mai.
Die Chromosomenzahl beträgt 2n = 30.

## Vorkommen
Die Medusenhaupt-Winde kommt auf den Kanaren-Inseln Fuerteventura, Lanzarote und Gran Canaria auf windgefegten Küstenstandorten vor.

## Gefährdung und Schutzmaßnahmen
Der Lebensraum dieser Art wird durch den Bau von Straßen und Siedlungsflächen immer mehr eingeschränkt. Geschütz sind mehrere Standorte dieser Art in verschiedensten Naturschutzgebieten auf den Inseln. Des Weiteren wird zur Wiederansiedlung in Kultur gezogen.

## Belege
- Ingrid Schönfelder und Peter Schönfelder: Kosmos-Atlas Mittelmeer- und Kanarenflora. Franckh-Kosmos Verlag, Stuttgart 1994, ISBN 3-440-06223-6.